# Revolutionäre Gewerkschafts-Opposition
Die Revolutionäre Gewerkschafts-Opposition (RGO) war 1928/29 zunächst eine organisierte kommunistische Strömung in den freien Gewerkschaften. Ab Ende 1929 trat die RGO als KPD-nahe Gewerkschaft auf, die 1930/31 einzelne Industrieverbände gründete. Teile der RGO waren im Widerstand gegen den Nationalsozialismus aktiv.

## Entstehung
Gründe für die Entstehung der RGO werden in der neueren Fachliteratur einerseits in der ab 1927/28 veränderten KPD- und
Komintern-Politik gesehen, andererseits in spezifischen Entwicklungen der deutschen kommunistischen Bewegung. In dieser Bewegung gab es einen Teil, der zunehmend auf Distanz zu den sozialdemokratisch dominierten Gewerkschaften des Allgemeinen Deutschen Gewerkschaftsbundes (ADGB) ging. Die Gründung basierte damit nicht allein auf taktischen Entscheidungen der KPD, der Komintern und der Roten Gewerkschafts-Internationale (RGI), sondern stützte sich ebenso auf Bedürfnisse und Forderungen einer radikalen Minderheit der deutschen Arbeiterbewegung, die ihre Interessen im Rahmen der traditionellen freigewerkschaftlichen Politik nicht mehr vertreten sah. Diese Entwicklung wird auch auf Veränderungen in der SPD-Politik zurückgeführt, die Auswirkungen auf die freigewerkschaftliche Politik hatte und einen defensiveren Kurs der Gewerkschaften gegenüber den Unternehmern zur Folge gehabt haben soll. In der KPD blieb die RGO-Politik trotzdem sehr umstritten. KPD-Mitglieder, die die RGO-Politik grundsätzlich ablehnten, traten aus der Partei aus oder wurden ausgeschlossen.
Zunächst wurde ab 1927/28 vonseiten der RGO versucht, eigene Streikkomitees und Wahllisten (rote Listen) mit eigenen Kandidaten bei Betriebsrätewahlen und mit Unterstützung von Unorganisierten aufzustellen. Dieser Schritt wurde von den freien Gewerkschaften als Kampfansage begriffen. Die sozialdemokratisch geführten Organisationen schlossen von nun an zahlreiche Kommunisten aus. RGO-Anhänger versuchten daraufhin, häufiger wilde Streiks zu initiieren. Die Kommunisten beschimpften die Sozialdemokraten im Sinne der damaligen KPD-Programmatik als Sozialfaschisten.
Nach dem Ausschluss ganzer kommunistisch dominierter Branchen und Ortsverbände im Jahr 1929 gingen die Kommunisten in den freien Gewerkschaften zu einer nochmals gesteigerten Oppositionsarbeit über. Sie gründeten vermehrt eigenständige Zusammenschlüsse für Ausgeschlossene (z. B. die sogenannte Rohrlegervereinigung unter Leitung von Michael Niederkirchner). In diesen kleinen Vereinigungen, die vor allem in Berlin und im Ruhrgebiet entstanden, wurde oft auch eine gewisse Zahl bisher gänzlich Unorganisierter aufgenommen, wodurch die Herauslösung der RGO aus den freien ADGB-Gewerkschaften weiter verstärkt wurde. Die künftigen Aufgaben der RGO bestanden in Versuchen, unzufriedene Arbeiter und Streiks zur Abwehr von Lohnkürzungen oder für bessere Arbeitsbedingungen, aber vor allem für revolutionäre Forderungen zu organisieren. Letztes und wichtigstes Ziel der RGO-Strategie umzusetzen, war ab Mitte 1930 im Rahmen der ADGB-Gewerkschaften prinzipiell nicht mehr möglich.

## Entwicklung und Ausrichtung
Seit 1930 wurde die RGO als „rote Klassengewerkschaft“ propagiert. Ab November 1930 entstanden mehrere „rote Verbände“ wie der Einheitsverband der Metallarbeiter Berlins (EVMB) und es wurden mehrfach Übertrittskampagnen eingeleitet, die jedoch – bis auf lokale Ausnahmen (insbesondere in Berlin, Ruhrgebiet, Hamburg) – nie größere Erfolge erzielten. Die maximale Mitgliederzahl der gesamten RGO wurde im Jahr 1932 mit 322.000 Personen angegeben, wobei diese Zahl in der neueren Literatur als überhöht eingeschätzt wird. Realistischer sind Zahlen zwischen 235.000 und 270.000.
Teile des traditionellen Gewerkschaftsflügels verließen zwar die KPD und gingen zur KPO. Allerdings wurde die KPD in der Endphase der Weimarer Republik zur Massenpartei. Insgesamt jedoch war die kommunistische Gewerkschaftspolitik immer weniger erfolgreich als die damalige Parteipolitik. In einigen Organisierungsbereichen der RGO war zeitweise mehr als die Hälfte der RGO-Mitglieder arbeitslos. Dies hing jedoch auch mit der schwierigen Situation auf dem Arbeitsmarkt während der Weltwirtschaftskrise und Maßnahmen aus den Reihen der Unternehmer gegen Kommunisten zusammen. Die RGO wurde als „staatsfeindliche Organisation“ von den Behörden eingestuft. Ihre Aktivitäten wurden von der Polizei überwacht. Eine offizielle Anerkennung als Tarifpartner blieb ihr verwehrt.
Aus propagandistischen Gründen wurden in Teilen der RGO zeitweise nur Ein- und keine Austritte gezählt. Da die Kommunisten im Zuge der Anwendung der offensiven RGO-Streikpolitik ihren Einfluss in den freien Gewerkschaften – sowohl durch freiwillige Austritte als auch durch Ausschlüsse – zunehmend verloren hatten, aber auch die RGO nicht zur Massenorganisation wurde, änderte die KPD ihre Strategie erneut: Ab Mitte 1931 hatten Kommunisten Oppositionsarbeit im ADGB bzw. in allen freigewerkschaftlichen Verbänden zu leisten und zugleich für eine Stärkung der „roten Verbände“ zu sorgen. Diese Beschlusslage war Ausdruck einer innerparteilichen Situation, in der aufgebrochene Widersprüche hinsichtlich der RGO zu überdecken versucht wurden. Doch damit wurde die RGO aus Sicht einiger KPD- und RGO-Funktionäre zu sehr in die Rolle einer reinen Vorfeldorganisation der KPD gedrängt, die ihren Anspruch auf eine eigenständige kommunistische Gewerkschaftsbewegung – auch aufgrund widersprüchlicher Anforderungen – nicht einlösen konnte. Zwischen der KPD-Führung und Teilen der RGO gab es erhebliche Konflikte um gewerkschaftliche und politische Fragen. Besonders die „roten Verbände“ sahen sich in ihrer Existenz bedroht, da die Partei immer mehr auf Distanz zu ihnen ging.
Die drei größten „roten Verbände“ organisierten in den Bereichen Metall (Einheitsverband der Metallarbeiter Berlins), Bergbau (Einheitsverband der Bergarbeiter Deutschlands) und Bau (Einheitsverband für das Baugewerbe) im Vergleich zu den ADGB-Gewerkschaften nur einen kleinen Teil der Beschäftigten. Dennoch erreichten sie Achtungserfolge in einigen Betrieben und Regionen Deutschlands. Gerade in den Bereichen Metall und Bergbau war die RGO in Berlin und im Ruhrgebiet vergleichsweise erfolgreich.
Ende des Jahres 1932 erregte die RGO in ganz Deutschland Aufmerksamkeit, da sie gemeinsam mit der Nationalsozialistischen Betriebszellenorganisation (NSBO) einen Streik bei der Berliner Verkehrsgesellschaft gegen einen Lohnabbau unterstützte. Hier handelte es sich um einen von den freien Gewerkschaften abgelehnten „wilden Streik“ gegen Lohnkürzungen, der von einem Großteil der BVG-Beschäftigten getragen wurde. Durch einen Anschluss an den Streik, der vorrangig von Unorganisierten und der RGO durchgeführt wurde, versuchten die in der Berliner Arbeiterbewegung auch 1932 noch wenig verankerten Nationalsozialisten, Propagandaerfolge für den „Nationalen Sozialismus“ zu verbuchen. Im Streikkomitee vertreten waren neben RGO und NSBO jedoch auch Mitglieder der SPD, die die Lohnkürzungen ablehnten und damit den Forderungen der Belegschaft folgten.

## Die RGO im Widerstand gegen den Nationalsozialismus
Nach der Machtergreifung der Nationalsozialisten im Jahr 1933 versuchten Teile der RGO, die Organisation aufrechtzuerhalten. Die RGO ging zu Beginn des NS-Regimes nach dem Reichstagsbrand in die Illegalität und baute in verschiedenen Organisierungsbereichen Widerstandsgruppen auf. Insbesondere in den Bereichen Metall, Seefahrt und Bau waren Aktivitäten zu verzeichnen. Der Einheitsverband der Metallarbeiter Berlins (EVMB) gehörte zu den bedeutendsten gewerkschaftlichen Widerstandsgruppen in der Frühphase des Nationalsozialismus.
Teile der RGO konzentrierten sich auf die Propagandaarbeit für den „revolutionären Sturz“ des NS-Regimes und die Verteilung von Zeitschriften, auf die Kassierung von Mitgliedsbeiträgen sowie die Sammlung von Informationen über die Verhältnisse in den Betrieben und Stempelstellen. Von Teilen der RGO – insbesondere aus den Reihen der „roten Verbände“ – wurden weiterhin Versuche unternommen, Streiks zu initiieren. Diese sollten dazu dienen, den NS-Staat zu destabilisieren oder Lohnkürzungen abzuwehren. Die Beteiligung an solchen Aktionen beinhaltete ein großes Risiko. Zahlreiche Mitglieder und Sympathisanten der illegalen RGO-Strukturen wurden von der Gestapo festgenommen und zu jahrelanger Haft verurteilt.

## Auflösung
Die KPD gab ab Mitte 1934 schrittweise – in Übereinstimmung mit der Komintern und der RGI – die RGO-Politik auf, weil die Partei sich wieder stärker an die Sozialdemokraten annähern wollte und für parteipolitisch strömungsübergreifende freigewerkschaftliche Widerstandsgruppen eintrat. Teile der RGO hielten jedoch an der alten Linie fest. Die kleiner werdenden Gruppen der RGO lösten sich zwischen 1934 und 1936 selbständig auf oder wurden von den NS-Verfolgern zerschlagen.

## Funktionäre des RGO-Reichskomitees (Auswahl)
- Willi Agatz (1904–1957), RGO-Reichsleiter von Ende 1933 bis Anfang 1934
- Erich Auer (1902–1978)
- Artur Becker (1905–1938)
- Rudolf Bergtel (1897–1981)
- Paul Bertz (1886–1950)
- Roman Chwalek (1898–1974)
- Franz Dahlem (1892–1981), RGO-Reichsleiter von November 1930 bis Juni 1932 und zeitweise in der Illegalität 1934/35 aus dem Exil
- Fritz Emrich (1894–1947), RGO-Reichsleiter von Juli 1930 bis Oktober 1930
- Ottomar Geschke (1882–1957)
- Albert Funk (1894–1933)
- Max Maddalena (1895–1943)
- Paul Merker (1894–1969), RGO-Reichsleiter von Dezember 1929 bis Mai 1930; war zeitweise wichtigstes Mitglied der Inlandsleitung der illegalen RGO 1934/35
- Robert Neddermeyer (1887–1965)
- Michael Niederkirchner (1882–1949)
- Paul Peschke (1890–1983)
- Emil Pietzuch (1899–1943/1944)
- Hilde Radusch (1903–1994), RGO-Reichsleitung AgitProp
- Konrad Skrentny (1894–1955)
- Gustav Sobottka (1886–1953)
- Fritz Schulte (1890–1943), RGO-Reichsleiter von Juli 1932 bis Ende 1933 sowie zeitweise in der Illegalität 1934/35 aus dem Exil
- Walter Ulbricht (1893–1973)
- Paul Walter (1891–1978)

## Versuche der Wiederbelebung der RGO-Politik in den 1970er Jahren
In der Gewerkschaftsbewegung wurde nach 1945 die RGO-Politik in der Regel als Fehler angesehen, der die Spaltung der Arbeiterschaft verstärkt habe. Versuche der KPD-AO und der KPD/ML in den 1970er Jahren, die RGO-Politik wiederzubeleben, blieben in der Bundesrepublik Deutschland ohne große Wirkung. Bestrebungen für eine neue RGO wurden zu einem erheblichen Teil von linksradikalen Studenten getragen. Diese versuchten, in den Betrieben eine linksradikale Gewerkschaftspolitik in Abgrenzung zum Deutschen Gewerkschaftsbund durchzusetzen. Auch in der DDR wurde die RGO-Politik meist als Fehler angesehen, der zu „Sektierertum“ unter den Kommunisten geführt und damit Einheitsfrontbestrebungen behindert habe.